# Avenida Coronel Díaz
La avenida Coronel Díaz es una arteria vial de la Ciudad de Buenos Aires, Argentina.

## Recorrido
Nace en el límite de los barrios de Palermo y Recoleta en la Calle Soler, continúa en la calle Mario Bravo partir del cruce con Soler y Honduras.
El sentido de circulación vehicular es noreste-sudoeste.
En la intersección con la Avenida Santa Fe se encuentra a pocos metros de la estación Bulnes de la Línea D de la red de subterráneos y del centro comercial Alto Palermo.
En el cruce con la Avenida General Las Heras se ubica el Parque Las Heras, lugar donde funcionaba la Penitenciaría Nacional.
Al ingresar completamente en Palermo, cruza la Avenida del Libertador para perderse en el exclusivo Barrio Parque.

## Toponimia
Si bien la resolución que nombró esta avenida no menciona a quién se refiere — y a la fecha de la imposición del nombre, había habido ya más de diez coroneles de apellido Díaz en la Argentina — generalmente se supone que recibe su nombre de Pedro José Díaz, militar que perteneció al Ejército de los Andes y participó en la guerra del Brasil. Posteriormente participó en las guerras civiles argentinas, generalmente del lado del partido unitario, aunque combatió en la batalla de Caseros en las filas de Juan Manuel de Rosas.
Una de las calles que ha generado mayores intrigas entre los historiadores es la avenida Coronel Díaz, especialmente desde que en el año 1894 una ordenanza municipal modificó el nombre primitivo del camino vecinal conocido simplemente como Coronel. Aludía, en sus orígenes, el propietario de buena parte de los terrenos de esa zona palermitana, un tal Felipe Coronell, a quien le quitaron la última letra de su apellido. En 1895, ya con Emilio V. Bunge como intendente, fueron colocadas las chapas con la nueva nomenclatura, que conserva desde entonces, pero sin especificar a qué militar argentino se honraba. Y la confusión empezó a ser mayúscula porque hay trece coroneles Díaz de actuación notoria en el pasado que ameritaban esa distinción. Y si bien persiste la duda porque el error jamás fue reparado, una obra editada por el Instituto Histórico de la Municipalidad se encargó de disipar las incógnitas con respecto a esta arteria que nace en la calle Soler al 1400 y llega hasta Avenida del Libertador. El nombre completo del homenajeado es Pedro José Díaz, nacido en Mendoza el 19 de marzo de 1801.